# Gerbillus latastei
Gerbillus latastei је врста глодара из породице мишева.

## Распрострањење
Врста има станиште у Либији и Тунису.

## Станиште
Станиште врсте су пустиње.

## Угроженост
Ова врста није угрожена, и наведена је као последња брига јер има широко распрострањење.